# Associazione Calcio Perugia 1950-1951
Questa voce raccoglie le informazioni riguardanti l'Associazione Calcio Perugia nelle competizioni ufficiali della stagione 1950-1951.

## Divise
| Casa | Trasferta |

## Rosa
| N. |                   | Ruolo | Calciatore         |
| -- | ----------------- | ----- | ------------------ |
|    | Italia (bandiera) | C     | A. Alquati         |
|    | Italia (bandiera) | A     | A. Bruni           |
|    | Italia (bandiera) | C     | F. Donnari         |
|    | Italia (bandiera) | D     | A. Duchini         |
|    | Italia (bandiera) | C     | V. Gatti           |
|    | Italia (bandiera) | D     | R. Lombardi        |
|    | Italia (bandiera) | A     | Giorgio Manferini  |
|    | Italia (bandiera) | A     | Marcello Manferini |

| N. |                   | Ruolo | Calciatore          |
| -- | ----------------- | ----- | ------------------- |
|    | Italia (bandiera) | A     | Guido Pieri         |
|    | Italia (bandiera) | C     | V. Pompei           |
|    | Italia (bandiera) | P     | V. Ragnetti         |
|    | Italia (bandiera) | D     | A. Salari           |
|    | Italia (bandiera) | D     | Socrate Salmoiraghi |
|    | Italia (bandiera) | A     | P. Stivoli          |
|    | Italia (bandiera) | A     | Guido Zucchini      |